# Lionel Mpasi
Lionnel Mpasi Nzau (Meaux, Francia, 1 de agosto de 1994) es un futbolista francés-congoleño que juega como portero y su equipo es el Le Havre A. C. de la Ligue 1 de Francia.

## Trayectoria
Lionel Mpasi inició su formación en el US Torcy antes de unirse al Paris Saint-Germain en 2009.
En 2010, el PSG perdió la final del campeonato francés sub-17 ante el Sochaux-Montbéliard en penales. Al siguiente año, Mpasi y sus compañeros ganaron el campeonato contra el Olympique de Marsella. En 2012, se trasladó al Toulouse, sin embargo dejó el club en 2015.
Después de un año sin equipo, se unió al Rodez Aveyron en 2016 con la ayuda del entrenador de porteros del Toulouse, Teddy Richert. Durante su primera temporada en el RAF, se fracturó la tibia, pero el club ascendió a la Nacional. Su debut fue el 11 de noviembre de 2017 en la Copa de Francia contra el AS Tefana (victoria 3-0). En el campeonato, solo jugó un partido en mayo de 2018, una derrota por 1-0 ante el US Avranches.
En la temporada 2018-19, Mpasi participó en la Copa de Francia y jugó dos jornadas de Nacional, donde Rodez se coronó campeón. Durante la temporada 2019-20 en la Ligue 2, solo jugó un partido el 14 de febrero de 2020 contra Le Mans (empate 0-0).
En el verano de 2020, se convirtió en el portero titular de Rodez. El 13 de diciembre de 2021, durante un partido en el campo de su antiguo club, el Toulouse FC, fue víctima de insultos racistas. Como consecuencia, el Toulouse recibió un punto de sanción.
Después de errores al final de la temporada 2021-22, Mpasi fue relegado al banquillo al inicio de la siguiente temporada, siendo su puesto ocupado por Sébastien Cibois. Sin embargo, recuperó su titularidad ocho días después, obteniendo una destacada actuación contra el Guingamp.
El 21 de octubre de 2024 marcó su primer gol como profesional al anotar el gol del empate del Rodez Aveyron en el descuento.
El 13 de julio de 2025, tras nueve años en Rodez, fichó por el Le Havre A. C.

## Selección nacional

### Francia
Mpasi tuvo participación internacional en las selecciones sub-16, sub-17 y sub-18 de Francia.
En 2010, ingresó a la selección sub-16, donde jugó dos encuentros.
En 2011, fue convocado a la selección sub-17 en siete ocasiones. Participó en dos partidos durante el Campeonato de Europa sub-17 en Serbia, donde Francia fue eliminada en la primera ronda.
Un mes más tarde, formó parte del equipo en la Copa del Mundo sub-17 en México, disputando cuatro de los cinco partidos del torneo. Sin embargo, Francia fue eliminada en los cuartos de final contra México.
También en 2011, disputó tres partidos amistosos con la selección sub-18.

#### Participaciones en Mundiales
| Campeonato                    | Sede   | Resultado     | Partidos | Goles |
| ----------------------------- | ------ | ------------- | -------- | ----- |
| Copa del Mundo sub-17 de 2011 | México | Primera ronda | 4        | 0     |

### República Democrática del Congo
En 2021, fue convocado por Héctor Cúper a la selección de la República Democrática del Congo, tras ser contactado por el internacional congoleño Cédric Bakambu.
El 1 de febrero de 2022, hizo su debut en el equipo nacional durante un partido amistoso contra Baréin, que terminó con una derrota por 1-0; entró en el segundo tiempo en lugar de Joël Kiassumbua. El 23 de septiembre de 2022, aprovechando la lesión de Kiassumbua, disputó su segundo partido internacional en un amistoso contra Burkina Faso (derrota 1-0).
El 27 de diciembre de 2023, Sébastien Desabre lo incluyó en la lista de veinticuatro jugadores seleccionados para participar en la Copa Africana de Naciones 2023.

#### Participaciones en Mundiales
| Campeonato                     | Sede            | Resultado    | Partidos | Goles |
| ------------------------------ | --------------- | ------------ | -------- | ----- |
| Copa Africana de Naciones 2023 | Costa de Marfil | Cuarto lugar | 6        | 0     |

## Clubes
| Club                     | País    | Año           |
| ------------------------ | ------- | ------------- |
| Paris Saint-Germain "II" | Francia | 2011-2012     |
| Toulouse F. C. "II"      | Francia | 2012-2014     |
| Toulouse F. C.           | Francia | 2014-2015     |
| Rodez Aveyron            | Francia | 2016-2025     |
| Le Havre A. C.           | Francia | 2025-presente |

## Palmarés

### Campeonatos nacionales
| Título               | Club          | País    | Año     |
| -------------------- | ------------- | ------- | ------- |
| Championnat National | Rodez Aveyron | Francia | 2018-19 |